# George Minot
George Richards Minot (2 décembre 1885 à Boston, Massachusetts, États-Unis - 25 février 1950) est un médecin et professeur américain. Il a partagé en 1934 le prix Nobel de physiologie ou médecine avec William Murphy et George Whipple « pour leurs découvertes concernant la thérapie du foie dans des cas d'anémie » (plus précisément l'anémie pernicieuse).

## Biographie
Né sur Marlborough Street à Boston aux Etats-Unis en décembre 1885, George Richards Minot est le fils de James Jackson Minot, un médecin, et d'Elizabeth Whitney. Son ancêtre, George Minot, a émigré aux Etats-Unis en 1630 de Saffron Walden en Angleterre.
Dans sa jeunesse, Minot s'intéresse aux papillons et à la navigation. Il étudie en premier lieu dans une école privée à Boston avant de rejoindre l'Université Harvard où il obtient sa licence en 1908 puis son diplôme de médecine en 1912. Dans sa dernière année d'étude, il suit les cours de pathologie clinique de James Homer Wright (en), première preuve d'un intérêt latent pour l'hématologie. Puis, il fait son internat à l'hôpital général du Massachusetts dans le service médical Est puis travaille à l'hôpital Johns Hopkins avec William S. Thayer et William H. Howell sur la fibrine et la coagulation sanguine.
Il retourne à Boston en 1915 et épouse Marian Linzee Weld (1890-1979) qui donnera naissance à deux filles et un fils.
En 1922 ou 1923, il est nommé médecin en chef à l'hôpital Collis Potter Huntington de l'Université d'Harvard, puis rejoint l'hôpital Peter Bent Brigham.
En 1928, il est élu Professeur de médecine à l'Université de Harvard, obtient un doctorat honorifique en sciences et directeur du Thorndike Memorial Laboratory. Il exerce également à l'hôpital de Boston.
Ses recherches ont apporté de nombreuses connaissances en hématologie en ce qui concerne les lymphomes, la leucémie, le purpura, l'hémophilie, l'anémie ferriprive, le scorbut et le purpura idiopathique hémorragique.
A l'âge de 64 ans, il meurt d'un accident vasculaire cérébral.